# التطهير العرقي في بلدة فوتشا
التطهير العرقي في بلدة فوتشا أثناء حرب البوسنة قامت حملة تطهير عرقي في منطقة بلدة فوتشا ارتكبتها القوات العسكرية الصربية وأفراد الشرطة والقوات شبه العسكرية على المدنيين البوسنيين في الفترة من 7 نيسان / أبريل 1992 إلى كانون الثاني / يناير 1994.
وفي عدد من الأحكام قضت المحكمة الجنائية الدولية الخاصة بيوغسلافيا السابقة بأن التطهير العرقي (طرد جميع البوشناق) وعمليات القتل والاغتصاب الجماعي والتدمير المتعمد للممتلكات يُعدّ جريمة ضد الإنسانية. وفي خلال تلك الفترة قُتل أو فُقد حوالي 2704 في مدينة فوتشا. بالإضافة إلى ذلك أقامت السلطات الصربية البوسنية مواقع - توصف عادة بأنها معسكرات للاغتصاب - تم فيها اغتصاب مئات النساء. وقد اتهمت المحكمة الجنائية الدولية ليوغوسلافيا السابقة العديد من ضباط الصرب والجنود وغيرهم من المشاركين في مذابح فوتشا وأدانتهم بجرائم الحرب.

## الهجوم على السكان المدنيين
في بداية الحرب البوسنية، هاجمت القوات الصربية السكان المدنيين غير الصرب في شرق البوسنة. وبمجرد أن استولت على المدن والقرى، قامت القوات الصربية: الجيش والشرطة والقوات شبه العسكرية –كما نهج نهجهم- بعض القرويين الصرب بنهب المنازل البوسنية بصورة منهجية بينما تم اعتقال البوسنيين المدنيين أو أسرهم، وفي بعض الأحيان تعرضوا للضرب أو القتل في هذه العملية. وتم فصل الرجال والنساء، مع احتجاز العديد من الرجال في المخيمات المحلية.
ودمر ثلاثة عشر مسجدا بما في ذلك جامع العدوية، وهرب حوالي 22,500 من المسلمين والذين يشكلون أغلبية السكان. فقط حوالي عشرة من المسلمين من بقي في نهاية هذه الصراعات.
في يناير-كانون الثاني 1994، غيّرت السلطات صربية (فوتشا) إلى (صريبينيي)، يعني «أصبحت منطقة صربية».

## الاغتصاب الجماعي
كان يتم احتجاز النساء البوسنيات بمختلف مراكز الاحتجاز حيث يعشن في ظروف غير صحية ويتعرضن لسوء المعاملة بطرق عديدة، بما في ذلك الاغتصاب المتكرر. حيث كان الجنود أو رجال الشرطة الصرب يأتون إلى مراكز الاحتجاز هذه، ويختارون امرأة واحدة أو أكثر، ويخرجونهن ويغتصبونهن. وقد تم القيام بكل هذا على مرأى ومعرفة تامة وغالباً بمشاركة مباشرة من السلطات المحلية الصربية، وخاصة قوات الشرطة. وورد أن قائد قوات الشرطة في فوتشا، دراغان غاغوفيتش، تم الكشف عليه أنه أحد الرجال الذين جاءوا إلى مراكز الاحتجاز هذه لإخراج النساء واغتصابهن. وكان هناك العديد من معسكرات الاغتصاب في فوتشا. وكان«منزل كارمان» واحدا من أكثر معسكرات الاغتصاب شهرة. واغتصبت النساء اللاتي بقين في هذا المنزل مرارًا وتكرارًا. وكان من بين النساء المحتجزات في «منزل كارامان» قاصرات لا تتجاوز أعمارهن 15 سنة.
واغتصب الصرب النساء البوسنيات كجزء من حملة منهجية للتطهير العرقي. وعلى سبيل المثال فإن الفتيات والنساء اللاتي اُخترن من قبل مجرم الحرب المدان في وقت لاحق- دراغوليوب كوناراك أو أحد رجاله- اُقتدن بانتظام إلى قاعده الجنود، وهو منزل يقع في شارع عثمان دوركيتش رقم16. وهناك تعرضت النساء والفتيات (بعضهن في سن الرابعة عشر) للاغتصاب المتكرر. وقد أخذ الجنود الصرب بانتظام فتيات مسلمات من مختلف مراكز الاحتجاز وأبقوهن عبيدا للجنس.
واحتجز رادومير كوفاش الذي أدانته المحكمة أيضًا أربع فتيات بوسنيات مسلمات في شقته، واعتدى عليهن جنسيًا واغتصبهن مرارا وتكرارا. وقد قام كوفاش أيضًا بدعوة أصدقاء إلى منزله والسماح لهم باغتصاب الفتيات. وقام ببيع ثلاثا من الفتيات؛ لكن قبل بيعهن أعطى للجنود الصرب الآخرين اثنين من الفتيات حيث قاموا باغتصابهن لأكثر من ثلاثة أسابيع. ثم أعيدت الفتيات إلى كوفاش حيث تم بيع واحدة على الفور وأعطيت الأخرى كهدية لصديقه.